# Алексейково-Отрадное
Алексейково-Отрадное — крупный дворянский усадебный комплекс второй половины XIX в., расположенный в с. Алексейково Лесного района Тверской области. Включает в себя главный дом, усадебную церковь, парк и ряд жилых построек различного назначения. Первые владельцы поместья — генерал-майор Николай Иванович Лодыгин и его супруга Елизавета Михайловна — проживали здесь в середине XIX века. До 1980-х годов в усадебном доме также находилась школа. В это время в здании произошёл пожар, в результате которого был уничтожен второй этаж и часть деревянных деталей фасада.
Рядом с усадьбой сохранился парк, в котором, в числе прочего, есть посадки лиственницы, кедра, акации, пихты.